# Tanjung Benoa
Tanjung Benoa ist ein Dorf mit städtischem Charakter (Kelurahan) im Distrikt Kuta Selatan im Regierungsbezirk Badung. Es ist ein Massentourismus- und Wohngebiet nördlich von Benoa auf der indonesischen Insel Bali. Von den sechs Dörfern des Distrikts Kuta Selatan hat Tanjung Benoa die wenigsten Einwohner, aber die höchste Bevölkerungsdichte.
Auf der Halbinsel Tanjung Benona befindet sich das Benoa Cruise International Terminal, ein Hafen für internationale Kreuzfahrtschiffe.
| Kelurahan     | Fläche 2021 | Volkszählung | Volkszählung | Fortschreibung Ende 2021 | Fortschreibung Ende 2021 | Fortschreibung Ende 2021 |
| Kelurahan     | Fläche 2021 | 2010         | 2020         | 2021                     | Dichte                   | Sex Ratio                |
| ------------- | ----------- | ------------ | ------------ | ------------------------ | ------------------------ | ------------------------ |
| Tanjung Benoa | 1,51        | 6.767        | 6.376        | 5.766                    | 3.818,54                 | 100,03                   |